# Brunnihütte
Die Brunnihütte ist eine Schutzhütte des Schweizer Alpen-Clubs (SAC) auf 1860 m ü. M. am Härzlisee im Brunni in der Gemeinde Engelberg im Kanton Obwalden in der Schweiz.
Die Hütte wurde 1932 mit 35 Plätzen erbaut, wobei man noch davon ausging, dass die Hütte auf einer Höhe von 1900 Metern liege (ein Holzschild an der heutigen Hütte zeigt auch heute noch diese Höhe). Es ist wohl die einzige SAC-Hütte mit eigener Sesselbahn-Station. Seit dem Jahr 2000 liegt die Hütte zudem an einem See, dem Härzlisee, einem Speicher zur Beschneiung der Skipisten im Gebiet Brunni.

## Klettersteige am Rigidalstock
Von der Brunnihütte starten insgesamt vier Klettersteigrouten. Die beiden Klettersteige Rigidalstockwand (K3-4) und Rigidalstockgrat (K3) verlaufen in der West- bzw. Südflanke des Rigidalstocks auf 2593 m Höhe. Ein weiterer Klettersteig für Anfänger ist der Klettersteig Brunnistöckli (K2). Der Zittergrat ist der schwierigste Klettersteig (K4) mit Ausgangspunkt Brunnihütte.

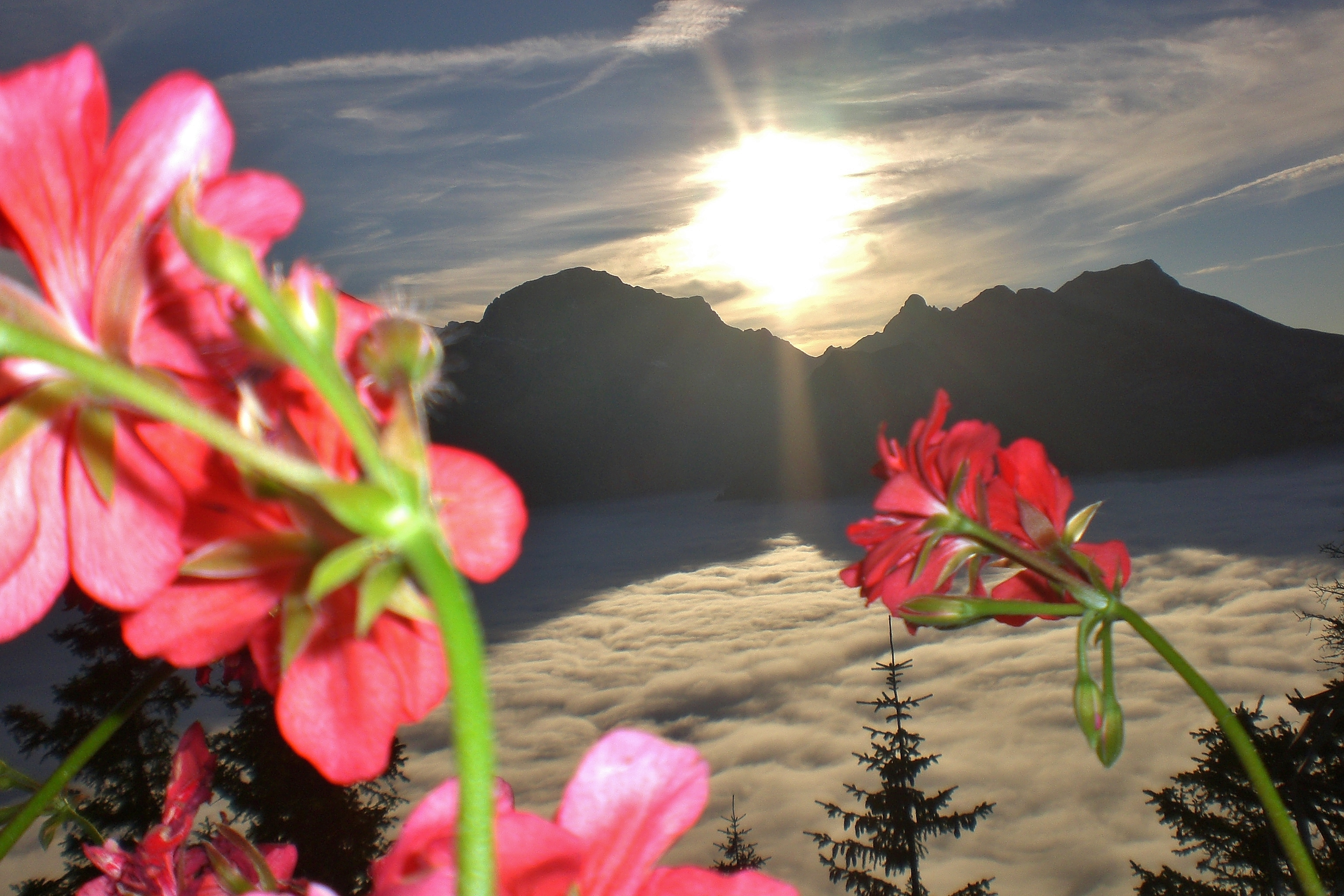
Sonnenuntergang aus einem Schlafraum der Hütte.

| Klettersteig     | Niveau         | Skala       | Zustieg | Aufstieg | Abstieg | Total      |
| ---------------- | -------------- | ----------- | ------- | -------- | ------- | ---------- |
| Brunnistöckli    | leicht         | K2 bzw. B   | 15 min  | 45 min   | 20 min  | 1 h 20 min |
| Rigidalstockgrat | mittel         | K3 bzw. B/C | 90 min  | 60 min   | 90 min  | 4-4,5 h    |
| Rigidalstockwand | schwierig      | K3-4 bzw. C | 90 min  | 90 min   | 90 min  | 4.5-5 h    |
| Zittergrat       | sehr schwierig | K4 bzw. C/D | 5 min   | 35 min   | 20 min  | 1 h        |